# 三井三池煤礦
三井三池煤礦（日语：／），是位於日本福岡縣大牟田市、三池郡高田町（現三山市）及熊本縣荒尾市的煤礦。三井三池煤礦自江戶時代就開始開採，1889年被三井財團收購，1997年3月30日關閉。
1963年11月9日，三川礦坑發生爆炸事故，造成458人死亡。1984年1月18日，有明礦坑發生坑內火災事故，造成83人死亡。三井三池煤礦也是勞資糾紛頻發之地，這裡的工會是日本最後的煤礦工會。
2015年，三井三池煤礦與其他22個明治時期的工業遺蹟共同被列入世界文化遺產。